# Седам светских чуда старог света
Седам светских чуда старог света је скуп архитектонских дела које су стари Грци, нарочито у хеленистичкој епохи, сматрали врхунцем људске креативности и генијалности. Међутим, од ових седам чуда још само комплекс великих пирамида у Гизи и дан данас постоји.
1. Артемидин храм (550. п. н. е.) у Ефесу, Турска.
2. Великa пирамидa у Гизи у Египту.
3. Висећи вртови из Вавилона, чији је творац Набукодоносор II, око 8. векa п. н. е.
4. Колос са Родоса, скулптура Хелиоса (292. п. н. е. — 280. п. н. е.).
5. Маузолеј у Халикарнасу, у данашњем Бодруму, Турска.
6. Статуа Зевса у Олимпији (око 457. п. н. е.).
7. Фарос у Александрији, светионик направљен 270. п. н. е. на острву Фарос близу Александрије.

## Историја
Најстарије помињање листе светских чуда потиче од историчара Херодота (око 450. п. н. е.). Први пут свих седам чуда су заједно поменута у епиграму феничанског писца Антипатроса из Сидона
(2. век п. н. е.), који је описао путопис по источном Медитерану свога времена. Грци су овај списак назвали:  – „Седам атракција насељене Земље које треба обавезно видети“. Седам чуда је вероватно одабрано зато што је овај број за старе Грке имао симболику магичног броја. Опис седам светских чуда се налази у трактату из 6. века нове ере „О седам светских чуда“ (De septem mundi miraculis).
Освајање већег дела западног света од стране Александра Великог у 4. веку пре нове ере омогућило је хеленистичким путницима приступ цивилизацијама Египћана, Персијанаца и Вавилонаца. Импресионирани и опчињени знаменитостима и чудима разних земаља, ови путници су почели да набрајају оно што су видели да би их запамтили.
Уместо „чуда“, стари Грци су говорили о „theamata“ (θεάματα), што значи „знаменитости“, другим речима „ствари које треба видети“ (Τὰ ἑπτὰ θεάματα τῆς οἰκουμένης [γῆς] Tà heptà theámata tēs oikoumenēs [gēs]). Касније је коришћена реч за „чудо“ („thaumata“ θαύματα, „чуда“). Стога је листа требало да буде пандан туристичког водича за древни свет.
Прву референцу на листу од седам таквих споменика дао је Диодор Сицилијски. Епиграмиста Антипатар са Сидона, који је живео око или пре 100. године пре нове ере, дао је листу од седам „чуда“, укључујући шест од садашње листе (заменивши зидове Вавилона Александријским светиоником):
Гледао сам у зидове неосвојивог Вавилона по којима се јуре кочије, и на Зевса поред обала Алфеја, видео сам висеће вртове и Колоса Хелиоса, велике вештачке планине високих пирамида и џиновску гробницу Маусола; али када сам видео Артемидину свету кућу која се уздиже до облака, остале су стављене у сенку, јер само сунце никада није гледало себи равног изван Олимпа.— Грчка антологија IX.58
Други антички писац, који се, можда сумњиво, представљао као Филон Византијски, написао је кратак извештај под насловом Седам знаменитости света. Преживели рукопис је некомплетан, недостају му последње странице. Ипак, из текста преамбуле може се закључити да списак од седам знаменитости тачно одговара Антипатровом (у преамбули се помиње локација Халикарнаса, али недостају странице које описују седмо чудо, вероватно Маузолеј).

### Обим
Листа је покривала само медитеранске и блискоисточне регионе, који су тада чинили познати свет Грка. Примарни извештаји хеленистичких писаца такође су снажно утицали на места укључена у листу чуда. Пет од седам записа прослављају грчка достигнућа у грађевинарству, са изузетком пирамида у Гизи и висећих вртова Вавилона.

## Чуда
| Назив                                       | Датум изградње                                  | Градитељи                                         | Датум уништења                                        | Узрок уништења                                                                          | Савремена локација                                                               |
| ------------------------------------------- | ----------------------------------------------- | ------------------------------------------------- | ----------------------------------------------------- | --------------------------------------------------------------------------------------- | -------------------------------------------------------------------------------- |
| Велика пирамида у Гизи                      | 2584–2561. п. н. е.                             | Египћани                                          | Још увек постоје, већина фасаде је нестала            | Некропола Гизе, Египат 29° 58′ 45.03″ N 31° 08′ 03.69″ E / 29.9791750° С; 31.1343583° И |                                                                                  |
| Висећи вртови Вавилона (постојање нерешено) | око 600. п. н. е. (евидентно)                   | Вавилонци или Асирци                              | Након 1. века                                         | Непознато                                                                               | Хила или Нинива, Ирак 32° 32′ 08″ С; 44° 25′ 39″ И / 32.5355° С; 44.4275° И      |
| Статуа Зевса у Олимпији                     | 466–456. п. н. е. (храм) 435. п. н. е. (статуа) | Грци (Фидија)                                     | 5–6 век                                               | Растављен и поново састављен у Цариграду; касније уништен пожаром                       | Олимпија, Грчка 37° 38′ 16.3″ N 21° 37′ 48″ E / 37.637861° С; 21.63000° И        |
| Артемидин храм у Ефесу                      | око 550 пне; и поново 323. п. н. е.             | Грци, Лидијци                                     | 356. п. н. е. (по Херострату) 262. године (по Готима) | Паљевина од стране Херострата, пљачка                                                   | У близини Селчука, Турска 37° 56′ 59″ N 27° 21′ 50″ E / 37.94972° С; 27.36389° И |
| Маузолеј у Халикарнасу                      | 351. п. н. е.                                   | Грци, Персијанци, Каријци (Сатиросчани и Пифејци) | 12–15 века                                            | Земљотрес                                                                               | Бодрум, Турска 37° 02′ 16″ С; 27° 25′ 27″ И / 37.0379° С; 27.4241° И             |
| Колос са Родоса                             | 292–280. п. н. е.                               | Грци (Харес из Линдоса)                           | 226. п. н. е.                                         | Уништен земљотресом                                                                     | Родос, Грчка 36° 27′ 04″ N 28° 13′ 40″ E / 36.45111° С; 28.22778° И              |
| Светионик у Александрији                    | око 280. п. н. е.                               | Грци, Птолемејски Египћани                        | 1303–1480                                             | Уништен земљотресом                                                                     | Александрија, Египат 31° 12′ 50″ N 29° 53′ 08″ E / 31.21389° С; 29.88556° И      |

## Утицај

### Уметност и архитектура
Седам чуда на Антипатровој листи добило је похвале за своје значајне карактеристике, у распону од суперлатива највишег или највећег од њихових типова, до умећа којим су изведена. Њихова архитектонска и уметничка обележја су имитирана у целом хеленистичком свету и шире.
Грчки утицај у римској култури и оживљавање грчко-римских уметничких стилова током ренесансе заокупили су машту европских уметника и путника. Направљене су слике и скулптуре које алудирају на Антипатрову листу, док је значајан број авантуриста путовао на стварна места да би лично видели чуда. Легенде су кружиле да би додатно употпуниле суперлативе чуда.